# Lespesia euchaetiae
Lespesia euchaetiae là một loài ruồi trong họ Tachinidae.